# La Martinière de Calcutta
Pour les articles homonymes, voir La Martinière et Martinière.
La Martinière Calcutta (abrégée LMC) est une école privée indépendante située à Calcutta. Elle comprend une école pour garçons et une école pour filles. Elle a été créée en 1836 selon les dernières volontés du Major-Général Claude Martin. C'est un établissement chrétien gérée par l’Église protestante d'Inde du Nord et est indépendante du gouvernement. On y enseigne en langue anglaise. Il s'agit de l'un des établissements scolaires les plus prestigieux d'Inde (4ème école pour garçons du pays, 2ème école pour filles du pays, en 2016).

## Anciens élèves
Les élèves et anciens élèves des écoles de La Martinière sont appelés les Martins.